# Маютино
Маютино — деревня на севере Бежаницкого района Псковской области. Входит в состав сельского поселения муниципальное образование «Добрывичская волость».
Расположена на правом берегу реки Уда, в 40 км к северу от райцентра Бежаницы и в 0,5 км к северу от волостного центра Добрывичи, на противоположном берегу Уды.
Численность населения деревни по состоянию на 2000 год составляла 20 человек.